# Gerhardus A.S. Dericks
Gerhardus Antonius Swiebertus Dericks, (Dieren, 27 maart 1787 - Terborg 13 april 1834) was van 1816 tot 1834 notaris te Varsseveld en burgemeester van de toenmalige gemeente Wisch van 1825 tot 1834.

## Familie
Zijn ouders waren Johan Balthasar Dericks (1759 -1821) en Maria Lucia Stüsgen (1758 - 1815). Zijn vader was arts in Dieren en Winterswijk, voordat hij zich in 1796 vestigde in Terborg. Hij was actief betrokken bij de plaatselijke en landelijke politiek. Zijn broer Balthasar Gerrit was notaris te Winterswijk 1820-1862.

## Biografie
Gerhardus A.S. Dericks trouwde op 31 juli 1817 in Terborg met Francina Johanna van der Meulen (1796 - 1848) , dochter van Stephanus Petrus van der Meulen, predikant in de NH-kerk in Terborg en Anna du Pré, rentenierster. Ze kregen zes zoons en een dochter, allen in Terborg. Eén zoon werd kandidaat-notaris (in Groesbeek en Nijmegen), de overige kinderen waren werkzaam in commerciële beroepen, o.a. in Suriname.
Dericks werd in 1816, op 29-jarige leeftijd, benoemd tot notaris met standplaats Varsseveld. Hij zal voor dat ambt zijn opgeleid door zijn vader, die al sinds 1811 notaris was in Terborg. Negen jaar later, in 1825, legde de dan 76-jarige interim-schout Jan Hendrik Deurvorst zijn functie neer. Besloten werd dat notaris Dericks het burgemeestersambt er wel bij kon doen, en zo geschiedde. Van de negenjarige ambtsperiode van Dericks als burgemeester zijn geen bijzonderheden te vermelden. Hij overleed in 1834, nog maar 47 jaar oud. Hij werd als notaris opgevolgd door de kleinzoon van Jan Hendrik Deurvorst en als burgemeester door Jan Mackay. 